# Garciotum
Garciotum település Spanyolországban, Toledo tartományban. Garciotum El Real de San Vicente, Pelahustán, Nuño Gómez, Nombela, Cardiel de los Montes és Castillo de Bayuela községekkel határos. Lakosainak száma 215 fő (2024).

## Népesség
A település népessége az utóbbi években az alábbiak szerint változott:
| Lakosok száma | 160  | 158  | 151  | 166  | 182  | 178  | 190  | 206  | 216  | 215  |
|               | 2001 | 2004 | 2007 | 2009 | 2012 | 2014 | 2017 | 2019 | 2022 | 2024 |